# Стара Кілія
Стара Кілія, Кілія-Веке (рум. Chilia Veche) — село у повіті Тулча в Румунії. Адміністративний центр комуни Кілія-Веке.
Село розташоване в дельті Дунаю на прикордонному з Україною березі Дунаю на відстані 274 км на північний схід від Бухареста, 46 км на північний схід від Тулчі, 148 км на північ від Констанци, 98 км на схід від Галаца. Неподалік від села діє пункт контролю на кордоні з Україною Кілія-Веке—Кілія.

## Населення
За даними перепису населення 2002 року у селі проживали 3539 осіб.
Національний склад населення села:
| Національність   | Кількість осіб | Відсоток |
| ---------------- | -------------- | -------- |
| румуни           | 3285           | 92,8 %   |
| росіяни-липовани | 144            | 4,1 %    |
| цигани           | 68             | 1,9 %    |
| українці         | 25             | 0,7 %    |
| турки            | 8              | 0,2 %    |
| угорці           | 5              | 0,1 %    |

Рідною мовою назвали:
| Мова       | Кількість осіб | Відсоток |
| ---------- | -------------- | -------- |
| румунська  | 3457           | 97,7 %   |
| циганська  | 33             | 0,9 %    |
| російська  | 21             | 0,6 %    |
| українська | 16             | 0,5 %    |
| турецька   | 6              | 0,2 %    |